# (1258) Sicilia
(1258) Sicilia est un astéroïde de la ceinture principale découvert le 8 août 1932 par l'astronome allemand Karl Wilhelm Reinmuth. Le lieu de découverte est Heidelberg (024). Sa désignation provisoire était 1932 PG.